# Bielkenhagen (Stralsund)

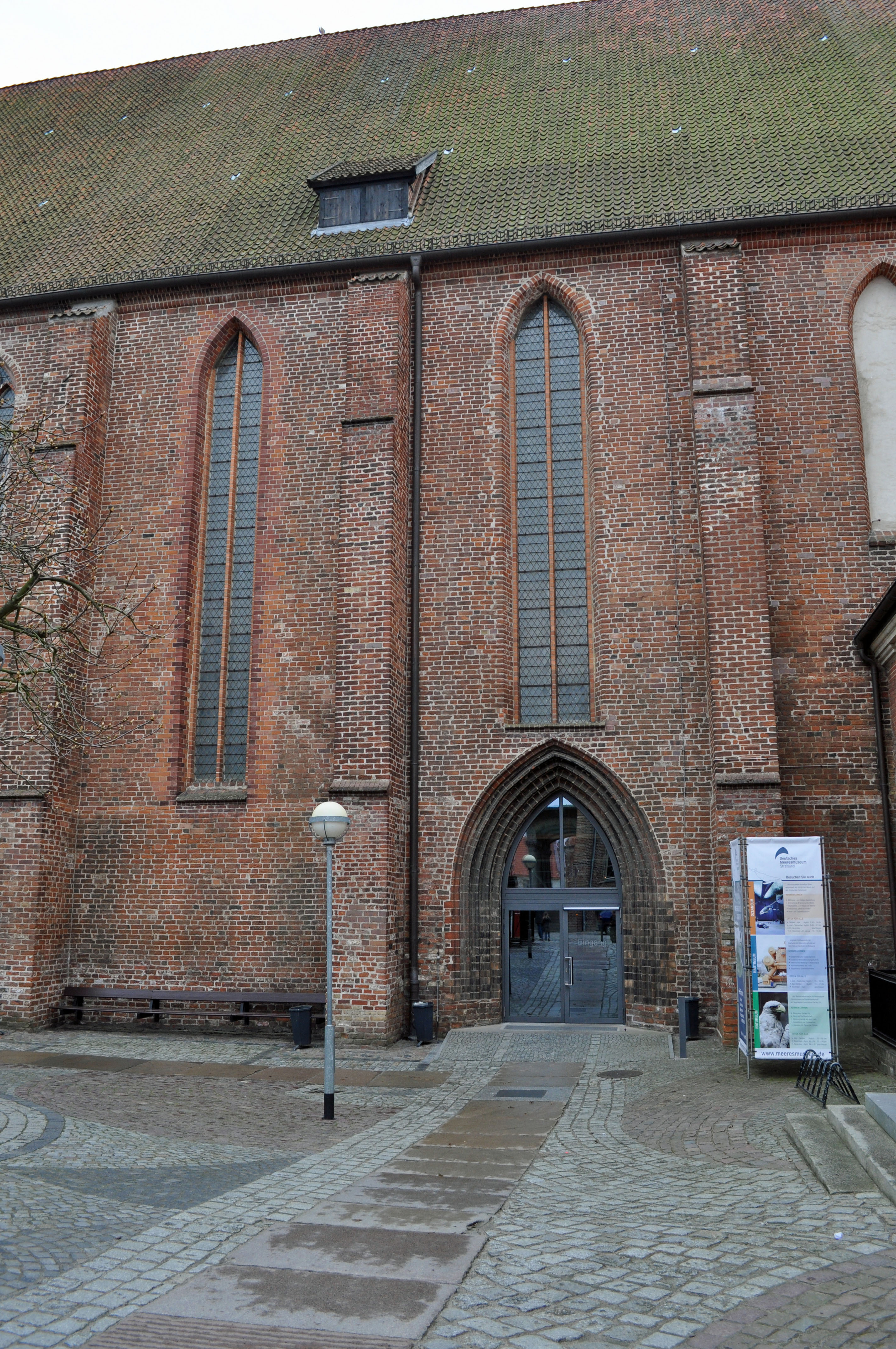
Eingang zum Meeresmuseum in der Katharinenkirche (2012)

Die Straße Bielkenhagen im Stadtgebiet Altstadt in Stralsund verbindet die Mühlenstraße und Heilgeiststraße nahe dem Kütertor mit der Mönchstraße nahe der Einmündung der Böttcherstraße. Bielkenhagen gehört zum Kerngebiet des UNESCO-Welterbes Historische Altstädte Stralsund und Wismar.
Der Name der Straße geht auf einen Bürger mit Namen Bileko zurück, der um 1300 lebte und einige Grundstücke in der Straße besaß. Der Straßenname wird erstmals im Jahr 1310 urkundlich erwähnt; der Bestandteil „-hagen“ bedeutet Grenze. Der Abschnitt zwischen der Mönchstraße und dem Gerichtsgebäude hieß zunächst Im Sieben Thören bzw. Siebenthören (erstmals belegt um 1554).
Vier der Gebäude in der Straße stehen unter Denkmalschutz (siehe auch Liste der Baudenkmale in Stralsund), nämlich die Häuser Bielkenhagen 5 (Logenhaus), Bielkenhagen 7 (ehemaliges Stadtgefängnis), Bielkenhagen 8 (ehemaliges Gerichtsgefängnis) und Bielkenhagen 9 (Gerichtsgebäude).
Zu den Gebäuden an der Heilgeiststraße zählt auch die ehemalige Katharinenkirche des Katharinenklosters, in der das Deutsche Meeresmuseum untergebracht ist.